# Terrible Teddy, the Grizzly King
Terrible Teddy, the Grizzly King is een korte Amerikaanse film van 1 minuut uit 1901, geregisseerd door Edwin S. Porter.
De film portretteert president Theodore Roosevelt, die aan het jagen is in het bos. Hij wordt op de voet gevolgd door een fotograaf en zijn persagent. De film parodieert Roosevelts gewoonte om als jager te poseren.